# Albany (Minnesota)
Albany – miasto w Stanach Zjednoczonych, w stanie Minnesota, w hrabstwie Stearns.